# Catopsilia thauruma
Espèce
Catopsilia thauruma est un insecte lépidoptère de la famille des Pieridae, de la sous-famille des Coliadinae et du genre Catopsilia.

## Dénomination
Catopsilia thauruma a été décrit par Tryon Reakirt en 1866 sous le nom de Callidryas thauruma.
Synonymes : Eronia grandidieri Mabille, 1877; Catopsilia mabillei Neustetter, 1929.

### Noms vernaculaires
Catopsilia thauruma se nomme en anglais Emigrant butterfly

## Description
C'est un papillon de couleur jaune plus ou moins clair à l'apex des antérieures pointues. Le mâle est uniformément jaune alors que la femelle possède une bordure marron foncé plus marquée aux antérieures, une ligne submarginale de quelques points marron et un point discoïdal aux antérieures.

## Biologie

### Période de vol
Il vole toute l'année.

### Plantes hôtes
Ce sont toutes des Cassia (Cassia alata, Cassia fistula, Cassia siamea, Cassia tora).

### Parasitisme
Les chenilles sont parasitées par des Brochonidae et des Tachinidae.

## Écologie et distribution
Catopsilia thauruma est présent à Madagascar et dans les Mascareignes à l'ile Maurice et l'île de La Réunion.

### Biotope
Il réside à basse altitude dans la zone des Cassia le genre des plantes hôtes de sa chenille.

### Protection
Catopsilia thauruma est inscrit LC sur la liste rouge des rhopalocères (papillons diurnes).